# Referendumul din Republica Moldova, 1999
Referendumul din Republica Moldova din 1999 a avut loc pe data de 23 mai. Acesta a fost inițiat de către președintele Petru Lucinschi și a cerut alegătorilor aprobarea schimbării sistemului de guvernare cu unul prezidențial.
Propunerea a fost aprobată de către 64.2% din alegători. Cu toate acestea, Partidul Comuniștilor și Alianța pentru Democrație și Reforme s-au opus lui Lucinschi, și au aprobat mai multe modificări constituționale în Parlament la 5 iulie 2000. Schimbările au redus puterile Președintelui și au consolidat Parlamentul și Guvernul.

## Întrebare
Sînteți pentru modificarea Constituției în scopul instituirii sistemului prezidențial de guvernare în Republica Moldova, în cadrul căruia Președintele republicii ar fi responsabil de formarea și conducerea Guvernului, precum și de rezultatele guvernării țării?

## Rezultate
| Opțiune         | Votanți   | Votanți |
| Opțiune         | Voturi    | %       |
| --------------- | --------- | ------- |
| ✔ Da            | 768,905   | 64.20   |
| Nu              | 428,706   | 35.80   |
|                 |           |         |
| Voturi valabile | 1,197,611 | 86.18   |
| Voturi nule     | 192,120   | 13.82   |
| Total           | 1,389,731 | 58.33   |
|                 |           |         |
| Înregistrați    | 2,382,457 | 100.00  |

| Prezenți: (58,33%) |
| ▲                  |

| Da: (64,20%) | Nu: (35,80%) |
| ▲            |              |

| Unitate Teritorială              | Prezență | Da     | Nu     |
| -------------------------------- | -------- | ------ | ------ |
| Municipiul Chișinău              | 42,27%   | 52,62% | 47,38% |
| ↳ Sectorul Botanica              | 38,75%   | 49,52% | 50,48% |
| ↳ Sectorul Buiucani              | 38,81%   | 51,97% | 48,03% |
| ↳ Sectorul Centru                | 44,08%   | 51,98% | 48,02% |
| ↳ Sectorul Ciocana               | 36,57%   | 53,91% | 46,09% |
| ↳ Sectorul Rîșcani               | 40,32%   | 49,15% | 50,85% |
| ↳ Suburbia Municipiului Chișinău | 57,02%   | 58,46% | 41,54% |
| Bălți                            | 62,01%   | 70,22% | 29,78% |
| Cahul                            | 65,21%   | 59,55% | 40,44% |
| Chișinău                         | 57,90%   | 68,52% | 31,48% |
| Edineț                           | 65,84%   | 64,70% | 35,30% |
| Lăpușna                          | 65,66%   | 70,18% | 29,82% |
| Orhei                            | 65,42%   | 67,63% | 32,37% |
| Soroca                           | 66,94%   | 64,23% | 35,77% |
| Tighina                          | 64,97%   | 66,51% | 33,49% |
| Ungheni                          | 61,76%   | 71,27% | 28,73% |
| UTA Găgăuzia                     | 52,70%   | 47,95% | 52,05% |
| Voturi din străinătate           | 96,19%   | 71,33% | 28,67% |
| Total                            | 58,33%   | 64,20% | 35,80% |

Harta prezenței la vot pe județ
Rezultatele pentru opțiunea DA pe județ:      70–80%     60–70%     50–60%     40–50%
Rezultatele pentru opțiunea NU pe județ:      50–60%     40–50%     30–40%     20–30%